# Köldvågen i Europa 2012

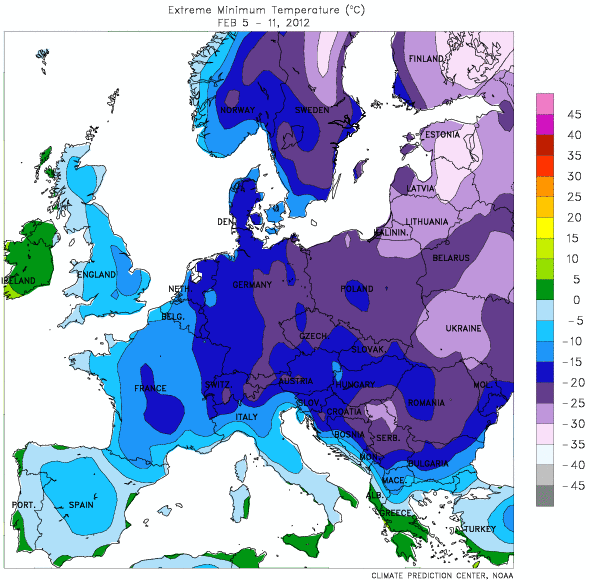
Karta

Köldvågen i Europa 2012 var en sträng köldvåg som inleddes den 27 januari 2012, och ledde till ovanliga snö- och köldförhållanden runtom i Europa. Över 824 dödsfall rapporterades. Framför allt uppmättes låga temperaturer i flera öst- och nordeuropeiska länder, i Finland uppmättes −39.2 °. De mest omfattande snöfallen skedde på Balkanhalvön.

### Fotnoter
1. ↑  ”February 2012 Global Catastrophe Recap”. Aon Benfield. sid. 5. Arkiverad från originalet den 16 oktober 2013. https://web.archive.org/web/20131016073811/http://thoughtleadership.aonbenfield.com/ThoughtLeadership/Documents/201202_if_monthly_cat_recap_february.pdf. Läst 30 mars 2012.